# Setariola
Setariola é um género de coleópteros da família Erotylidae.